# Парламентская библиотека Азербайджана
Парламентская библиотека Азербайджана — подарок Великого Национального Собрания Турции Милли Меджлису Азербайджанской Республики . Весь инвентарь и оборудование, книжные полки, столы для чтения и компьютеры были подарены парламентом. Основана в 1997 году.

## Фонд
Книжный фонд библиотеки составляет 6600 экземпляров книг и брошюр.
Из них:
3500 экземпляров на азербайджанском языке
2200 экземпляров на русском языке.
Пополнение книжного фонда осуществляется за счет закупки обязательных экземпляров и новой литературы.
Библиотека подписана на 42 периодических издания и 77 журналов.
80 % библиотечного фонда составляют юридическая литература, законодательные акты, обзорная литература.
Книжный фонд организован по отраслям науки.

## Деятельность
Парламентская библиотека помогает в работе кабинету министров Азербайджана, и аппарату Национального собрания Азербайджана.
Библиотека обрабатывает 1000—1200 читательских запросов в год. Книжные выставки и стенды часто организуются в библиотеке в связи со значимыми событиями.
Парламентская библиотека постоянно расширяет свои международные связи. Так, на конференции парламентских библиотек республик СНГ в Санкт-Петербурге в мае 2000 г. они подписали обращение к руководству Межпарламентской ассамблеи СНГ «обеспечить обмен информационными книгами между парламентскими библиотеками стран СНГ». С этой целью создан координационный центр по обмену официальными документами, книгами и другой печатной продукцией между парламентскими библиотеками стран СНГ. Библиотека обменивается официальными документами и печатными изданиями с Думской библиотекой Российской Федерации, парламентскими библиотеками Украины, Беларуси, Молдовы, Казахстана и Таджикистана.

## Источник
1. ↑  Milli Məclis, Kitabxana. Дата обращения: 26 марта 2022. Архивировано 9 марта 2022 года.